# 日本水路協会
一般財団法人日本水路協会（にほんすいろきょうかい）は、元海上保安庁所管の公益法人。海洋調査に関する技術の研究や普及、水路測量およびその成果である水路図誌の頒布などを主な業務とする。

## 概要
- 設立：1971年
- 所在：東京都大田区羽田空港1-6-6第一綜合ビル6階
- 会長：縄野 克彦
- 理事長：加藤　茂
- 海洋調査技術学会の事務局を設置している。